# Geotechnický průzkum
Cílem geotechnického průzkumu (GTP) je získat poznatky o geologických poměrech v místě budoucí stavby, aby bylo možno projektovat hospodárně, s minimálním dopadem na okolní prostředí a bezpečně provést realizaci stavby a později i objekt bezpečně užívat. V zájmu kvality a účelnosti se GTP zásadně uskutečňuje po etapách. Etapovost je nezbytnou podmínkou pro hospodárnou a kvalitní realizaci průzkumu. Musí být v každé etapě plně využito prací a závěrů předcházejících etap a závěry každé etapy musí obsahovat návrh náplně případné další etapy.

## Inženýrskogeologický průzkum
Dává informace pro návrh a provádění stavby, tzn. vlastnosti zemin. Ty se získávají pomocí odebraných vzorků zemin. Podrobnost průzkumu závisí na složitosti terénu – geologických a hydrogeologických poměrů a na velikosti stavby. Poskytuje data o mocnosti vrstev, únosnosti základové půdy, její stlačitelnosti, vlivu podzemní vody na základové konstrukce, návrhu o hloubce založení a vlivu stavby na již stojící stavby.

## Hydrogeologický průzkum
Další součástí geotechnického průzkumu je hydrogeologický průzkum, který je zaměřen na údaje o podzemní vodě.

## Hlavní úkoly průzkumu
- Zjištění vlastností hornin a zemin
- Hydrogeologické posouzení území
- Podklady pro návrh technologie výstavby
- Podklady pro posouzení stability okolí stavby
- Deformace a stabilita území nad podzemním dílem

## Druhy geotechnického průzkumu
Dle druhu stavby a potřeb projektové, předprojektové dokumentace:
1. Orientační – podklad pro studie – vychází se ze starších materiálů, někdy se používají geofyzikální metody.
2. Předběžný – pro potřeby projektového úkolu – vychází z orientačního průzkumu, k jehož ověření se používají sondy (stačí vertikální) ⇒ laboratorní zkoušky a rekognoskace terénu (založení sousedních staveb, trhliny na objektech, stav podzemní vody).
3. Podrobný – podklad pro úvodní projekt – upřesňuje informace z předběžného průzkumu, použití většinou i šikmých vrtů, popř. ražení průzkumných štol nebo šachet. Na základě podrobného průzkumu se volí tunelovací metoda.
4. Doplňující – dle nutnosti tvoří doplňující podklad pro prováděcí projekt = řeší problémy spojené s technologií výstavby. Jeho úkoly jsou dány geologickými poměry zjištěnými těsně před výstavbou.
5. Provozní (při vlastní stavbě) – řeší problémy vzniklé během stavby. U velkých staveb nařízen jako trvalý, u menších postačí pravidelná docházka geologa.